# Hebius pryeri
Hebius pryeri (japanisch ガラスヒバァ Garasuhibā) ist eine Natternart der Gattung Hebius, die auf den japanischen Ryūkyū-Inseln verbreitet ist.

## Merkmale und Lebensweise
Hebius pryeri hat eine kleine, schlanke Körperform mit einer Schauzen-Kloaken-Länge von durchschnittlich 60 Zentimetern bei Männchen bzw. 65 Zentimetern bei Weibchen. Die Beschuppung ist dorsal (rückseitig) schwarzgrau und an den Supralabialen (Oberlippenschilden) sowie den ventralen (bauchseitigen) Kopf- und Rumpfschuppen elfenbeinfarben bis weiß. In der vorderen Körperhälfte zeigen sich einige helle Streifen auf dem dunklen Grundton.
Die Art ist ovipar (eierlegend). Die Weibchen legen von Ende Mai bis August Gelege von 2 bis 6 Eiern. Zur Hauptnahrung der Nattern gehören Froschlurche und Kaulquappen. Daneben fressen sie auch gelegentlich Eidechsen. Hebius pryeri bewohnt Feuchtgebiete, Reisfelder und Bachläufe und kann auch in der Nähe von Dörfern gefunden werden.

## Verbreitungsgebiet und Gefährdung

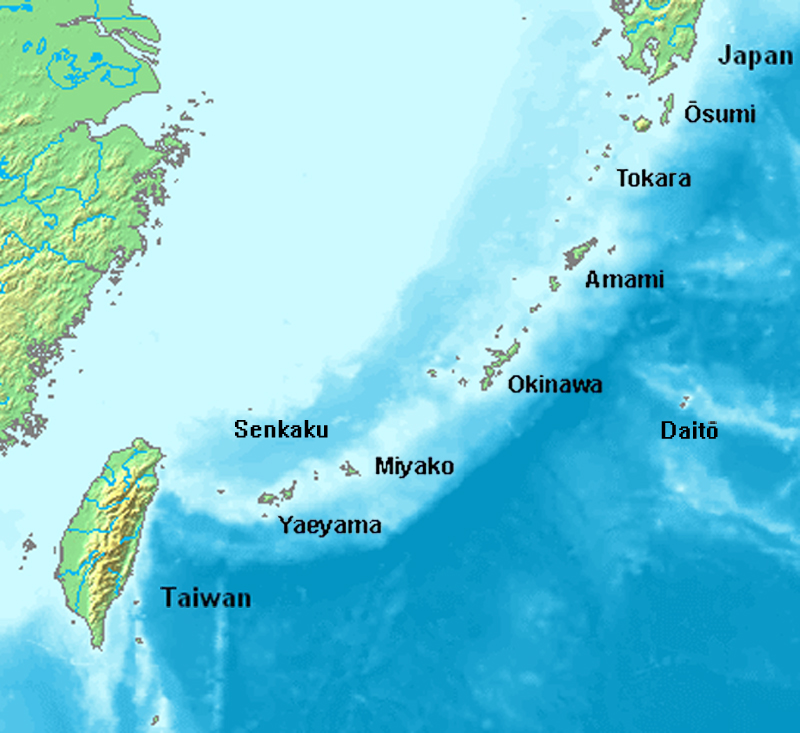
Lage der Amami- und Okinawa-Inseln

Hebius pryeri ist auf der Amami- und Okinawa-Gruppe der japanischen Ryūkyū-Inseln verbreitet.
Die IUCN stuft die Art als nicht gefährdet (least concern) ein. Zu möglichen Bedrohungen zählt die zunehmende Abholzung auf den Inseln und Raubdruck durch eingeführte Raubtiere wie Mangusten.

## Systematik
Die Art wurde 1887 von dem belgisch-britischen Zoologen George Albert Boulenger unter dem Taxon Tropidonotus pryeri erstbeschrieben auf Basis von vier in den Ryūkyū-Inseln gesammelten Exemplaren.
Es werden inzwischen keine Unterarten mehr unterschieden.  Eine frühere Unterart A. p. ishigakiense wurde inzwischen als eigen Art ausgewiesen (Hebius ishigakiensis).
In der Literatur verbreitete Synonyme sind chronologisch geordnet:
- Tropidonotus pryeri Boulenger 1887[1]
- Natrix pryeri Stejneger 1907
- Amphiesma pryeri Malnate & Munstermann 1960
- Hebius pryeri Guo et al. 2014
- Amphiesma pryeri Wallach et al. 2014
- Hebius pryeri David et al. 2021